# Рордорф (Калв)
Рордорф (њем. Rohrdorf) град је у њемачкој савезној држави Баден-Виртемберг. Једно је од 25 општинских средишта округа Калв. Према процјени из 2010. у граду је живјело 1.926 становника. Посједује регионалну шифру (AGS) 8235060.

## Географски и демографски подаци
Рордорф се налази у савезној држави Баден-Виртемберг у округу Калв. Град се налази на надморској висини од 418 метара. Површина општине износи 3,9 km². У самом граду је, према процјени из 2010. године, живјело 1.926 становника. Просјечна густина становништва износи 490 становника/km².